# Matcze
Matcze [pronunciación en polaco: /ˈmatt͡ʂɛ/] es un pueblo en el distrito administrativo de Gmina Horodło, dentro del Distrito de Hrubieszów, Voivodato de Lublin, en el este de Polonia, cercano a la frontera con Ucrania. Se encuentra aproximadamente 9 kilómetros al noroeste de Horodło, 17 kilómetros al noreste de Hrubieszów, y 105 kilómetros al este de la capital regional, Lublin.